# Kościół Podwyższenia Krzyża Świętego w Kazimierzy Wielkiej
Kościół Podwyższenia Krzyża Świętego w Kazimierzy Wielkiej – rzymskokatolicki kościół parafialny znajdujący się w mieście Kazimierza Wielka, w województwie świętokrzyskim. Należy do dekanatu kazimierskiego diecezji kieleckiej.
Obecna murowana świątynia została wybudowana w 1663 roku dzięki staraniom Stanisława Warszyckiego, kasztelana krakowskiego.
W latach 1894–1895 budowla została rozbudowana dzięki staraniom ówczesnego proboszcza księdza kanonika Józefa Szczepańskiego i datkom parafian. W dniu 15 września 1895 roku biskup kielecki Tomasz Teofil Kuliński konsekrował kościół. W ołtarzu głównym umieszczono relikwie dwóch świętych męczenników: Pawła i Wincentego.
W 2013 roku minęło 350 lat od wybudowania świątyni. Z okazji jubileuszu, w lutym tego roku zainstalowane zostały nowe lampy przy prezbiterium, a także podświetlono wszystkie ołtarze

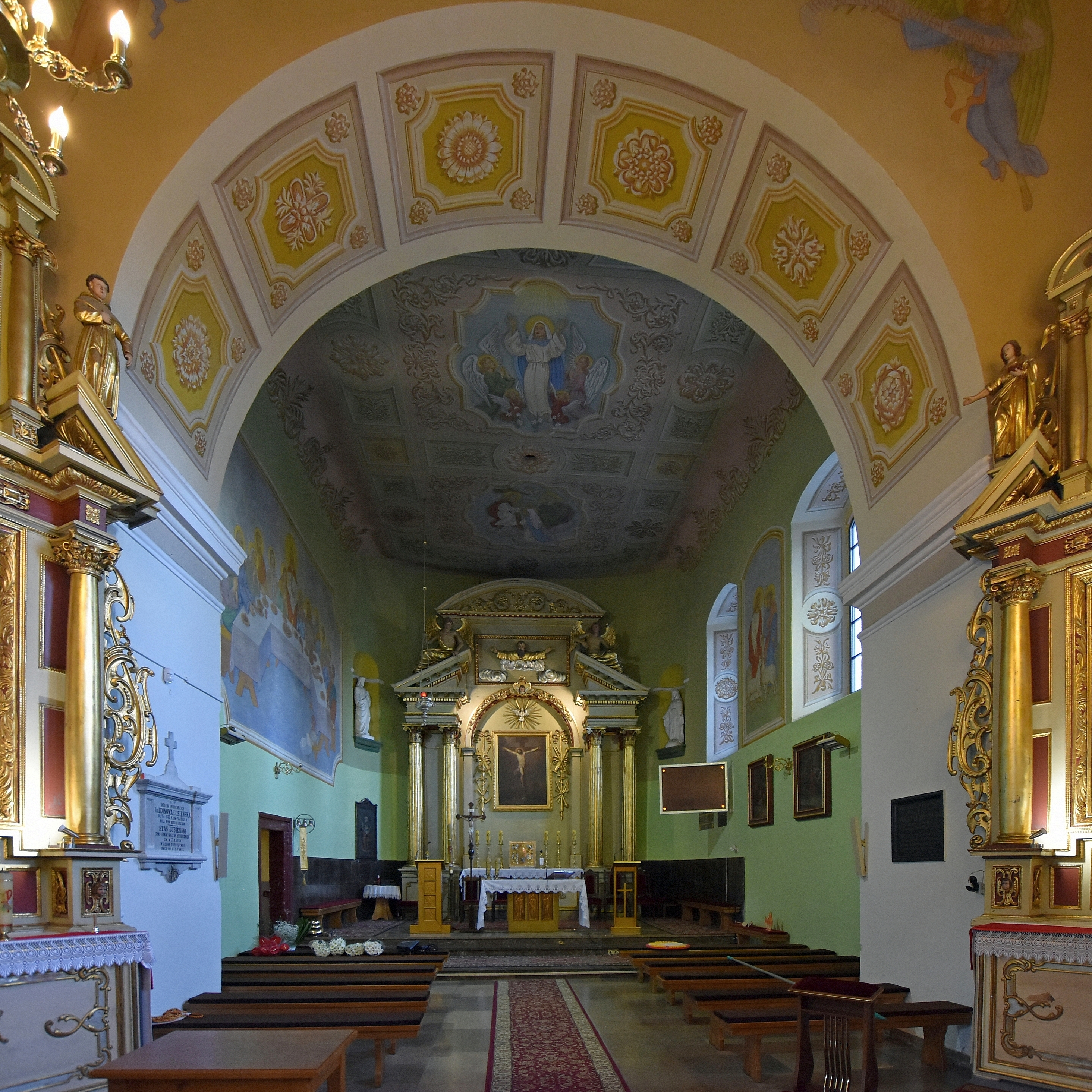
Wnętrze kościoła